# Yordan Varbanov
Yordan Varbanov (tiếng Bulgaria: Йордан Върбанов; sinh on ngày 15 tháng 2 năm 1980) là một cầu thủ bóng đá Bulgaria thi đấu ở vị trí hậu vệ cho Vitosha Bistritsa.
Varbanov từng thi đấu cho CSKA Sofia và Lokomotiv Sofia ở Bulgarian A PFG.